# Alexander Rueb
Alexander Rueb (ur. 27 grudnia 1882 w Hadze, zm. 2 lutego 1959) – holenderski prawnik i dyplomata, jeden z założycieli Międzynarodowej Federacji Szachowej (FIDE) w roku 1924, był jej pierwszym prezydentem przez 25 lat (do roku 1949). Rueb był szachistą amatorem o sporych umiejętnościach, znawcą kompozycji szachowych oraz międzynarodowym sędzią kompozycji szachowej. Napisał kilka książek na temat studiów szachowych.